# Петровское сельское поселение (Челябинская область)
Петровское се́льское поселе́ние — муниципальное образование в Увельском районе Челябинской области Российской Федерации. В рамках административно-территориального устройства муниципальное образование  соответствует административно-территориальной единице Петровский сельсовет.
Административный центр — село Петровское.

## История
Статус и границы сельского поселения установлены Законом Челябинской области от 17 сентября 2004 года № 277-ЗО «О статусе и границах Увельского муниципального района и сельских поселений в его составе».

## Население
| 2002  | 2010  | 2011  | 2012  | 2013  | 2014  | 2015  |
| ----- | ----- | ----- | ----- | ----- | ----- | ----- |
| 2047  | ↘1932 | ↗1933 | ↘1863 | ↘1828 | ↘1746 | ↘1714 |
| 2016  | 2017  | 2018  | 2019  | 2020  | 2021  |       |
| ↘1702 | ↘1698 | ↘1688 | ↘1655 | ↘1620 | ↘1587 |       |

## Состав сельского поселения
| № | Населённый пункт | Тип населённого пункта       | Население |
| - | ---------------- | ---------------------------- | --------- |
| 1 | Андреевка        | деревня                      | ↗65       |
| 2 | Большое Шумаково | деревня                      | ↘454      |
| 3 | Каштак           | деревня                      | ↘0        |
| 4 | Малое Шумаково   | село                         | ↘520      |
| 5 | Михайловка       | деревня                      | ↘0        |
| 6 | Петровское       | село, административный центр | ↘840      |
| 7 | Татарка          | деревня                      | ↘53       |